# 두산로보틱스
두산로보틱스(Doosan Robotics)는 2015년에 설립된 대한민국의 로봇공학 기업이다. 주로 협동로봇을 제조하며 세계 시장 점유율은 2022년 기준 세계 5위이다.

## 역사
2015년 7월, 두산그룹의 신성장 동력으로 선정되어 자회사로 설립되었다. 2018년 첫 양산에 들어갔으며, 2024년 기준 제품군은 총 13개이다.
2023년 10월, 유가증권시장 코스피에 상장하였다.

## 위치
2022년 5월, 미국 텍사스주 플레이노에 두산로보틱스 아메리카 미국 법인을 설립하였다.
2024년 5월, 독일 뒤셀도르프에 유럽 지사를 설립하였으며, 네덜란드 헤이르휘호바르트 지역에 협동로봇 설치 및 회수, 부품 교체 등 애프터서비스(AS)를 제공하는 서비스센터를 구축하였다.

## 제품
2022년 기준 제품 판매량은 약 1,400대로, 회사의 북아메리카·유럽 지역 매출 비중은 전체 대비 70% 수준이다. 대한민국 국내에서 협동로봇 시장 점유율 1위이며, 2022년 기준, 가반하중 20㎏ 이상의 글로벌 협동 로봇 시장 점유율 약 72%을 보유하고 있다.
카메라로봇, 모듈러 로봇카페, 아이스크림 로봇, 의료 보조 로봇 등 다양한 서비스로봇도 생산하고 있다. 카메라로봇은 2022 CES 혁신상을 수상하기도 하였다.
두산로보틱스 협동 로봇 라인업은 크게 M, A, H, E 시리즈로 분류할 수 있다. M 시리즈는 미국의 NRTL, 유럽의 CE, 대한민국의 KCS 등으로부터 인증을 받았다. A 시리즈는 국제 시험 인증 공인 기관인 티유브이슈드(TÜV SÜD)가 시행한 안전 성능 평가에서 최고 레벨을 획득하였다. E시리즈는 2023년 4월에 출시된 식음료(F&B) 산업 특화 협동 로봇이다.
2024년 5월 오토메이트 2024에서 공개된 P 시리즈는 가반하중이 30㎏로 팔레타이징에 특화된 협동로봇이다.

## 현황
두산 로보틱스는 협동 로봇에 이어 최근 카메라 로봇을 선보이며 서비스 분야에도 진출했다. 내년 1월 개최 예정인 ‘CES 2022’에서 카메라 로봇으로 혁신상(Innovation Awards)을 수상했다. 카메라 로봇은 로봇공학이나 촬영 관련 경험이 없어도 누구나 전문가 수준의 콘텐츠를 제작할 수 있다. 기존 산업용 로봇을 활용한 카메라 시스템과 달리, 콤팩트한 사이즈에 사람과 함께 작업할 수 있는 안전 기능을 갖추고 있다. 협동로봇을 활용해 개발한 영상 솔루션으로, 최대 25KG의 카메라 무게를 견딘다. 복잡한 카메라 움직임은 데이터로 공유되기 때문에 초보자라도 다운로드받아 사용할 수 있다.
두산로보틱스는 서비스 로봇 스타트업 라운지랩과 업무 협약을 체결했다. 이에 따라 양사는 협동로봇 솔루션 활성화 및 아이스크림 서비스 자동화 시스템 등 분야에서 협력하기로 했다. 또한 무인 음료제조시스템 전문기업 플레토로보틱스와 전략적 파트너십을 체결하고, 무인로봇 카페 시스템인 ‘모듈러 로봇카페’를 선보였다.
자체 연구개발을 통해 개발된 두산 협동로봇은 글로벌 수준의 성능과 안전, 다양한 라인업을 보유하여 여러 생산 공정에 적용 가능한 최적화된 솔루션을 제공한다.  제품 안전성과 쉽고 간편한 프로그래밍으로 간단한 작업부터 정밀한 작업까지 적용가능하고 평가된다. 두산로보틱스의 제품은 경쟁력 있는 높은 기술력과 혁신적인 UX 디자인을 자랑하며 세계적으로 저명한 독일 Red Dot Award 2017 – Interface Design을 수상한 바 있다. 명실상부한 국내 No, 1 Leading 기업으로 발돋움 했으며, 전 세계 40개국이 넘는 국가에 진출하여 나날이 확장을 거듭하고 있다.

## 수상
2021년 로봇신문에 의해 '올해의 대한민국 로봇기업(Korea Robot Company of the Year 2021)'에 선정되었다.

## 같이 보기
- 한화로보틱스
- 레인보우로보틱스